# Liste des circonscriptions législatives de la Seine-Maritime
Le département français de la Seine-Maritime est, sous la Cinquième République, constitué de dix circonscriptions législatives de 1958 à 1986, de douze circonscriptions après le redécoupage électoral de 1986 puis de dix circonscriptions depuis le redécoupage de 2010, entré en application à compter des élections législatives de 2012.

## Présentation
Par ordonnance du 13 octobre 1958 relative à l'élection des députés à l'Assemblée nationale, le département de la Seine-Maritime est d'abord constitué de dix circonscriptions électorales. 
En vue des élections législatives de 1986 qui se sont déroulées selon un mode de scrutin proportionnel à un seul tour par listes départementales, le nombre de sièges de la Seine-Maritime a été porté de dix à douze.
Le retour à un mode de scrutin uninominal majoritaire à deux tours å l'occasion des élections législatives suivantes a maintenu ce nombre de douze sièges,, selon un nouveau découpage électoral.
Le redécoupage des circonscriptions législatives réalisé en 2010 et entrant en application à compter des élections législatives de juin 2012, a modifié le nombre et la répartition des circonscriptions de la Seine-Maritime, réduit à dix du fait de la sur-représentation démographique du département.

## Composition des circonscriptions

### Composition des circonscriptions de 1958 à 1986
À compter de 1958, le département de la Seine-Maritime comprend dix circonscriptions regroupant les cantons et communes suivants :
- 1re circonscription : Darnétal, Rouen-II, Rouen-IV, Rouen-V.
- 2e circonscription :  Boos, Elbeuf, Grand-Couronne.
- 3e circonscription : Rouen-I, Rouen-III, Rouen-VI, Rouen-V, Sotteville-lès-Rouen.
- 4e circonscription : Clères, Duclair, Maromme, Pavilly.
- 5e circonscription : Bolbec, Caudebec-lès-Elbeuf, Criquetot-l'Esneval, Fécamp, Goderville, Lillebonne, Saint-Romain-de-Colbosc.
- 6e circonscription : Le Havre-I, Le Havre-II, Le Havre-V, Le Havre-VI (moins les communes de Gainneville, Gonfreville-l’Orcher).
- 7e circonscription : Le Havre-III, Le Havre-IV (plus les communes de Gainneville, Gonfreville-l’Orcher).
- 8e circonscription : Bacqueville-en-Caux, Cany-Barville, Doudeville, Fauville-en-Caux, Fontaine-le-Dun, Ourville-en-Caux, Saint-Valery-en-Caux, Tôtes, Valmont, Yerville, Yvetot.
- 9e circonscription :  Dieppe, Envermeu, Eu, Longueville-sur-Scie, Offranville.
- 10e circonscription : Argueil, Aumale, Bellencombre, Blangy-sur-Bresle, Buchy, Forges-les-Eaux, Gournay-en-Bray, Londinières,  Neufchâtel-en-Bray, Saint-Saëns.

### Composition des circonscriptions de 1988 à 2012
À compter du découpage de 1986, le département de la Seine-Maritime comprend douze circonscriptions regroupant les cantons suivants :
- 1re circonscription : Rouen-I, Rouen-II, Rouen-III, Rouen-IV, Rouen-V, Rouen-VI, Rouen-VII.
- 2e circonscription : Bois-Guillaume, Boos, Darnétal, Mont-Saint-Aignan.
- 3e circonscription : Le Petit-Quevilly, Saint-Étienne-du-Rouvray, Sotteville-lès-Rouen-Est, Sotteville-lès-Rouen-Ouest.
- 4e circonscription : Caudebec-lès-Elbeuf, Elbeuf, Grand-Couronne, Le Grand-Quevilly.
- 5e circonscription : Caudebec-en-Caux, Duclair, Maromme, Notre-Dame-de-BondeviIIe, Pavilly.
- 6e circonscription : Bolbec, Gonfreville-l'Orcher, Le Havre-III, Lillebonne, Saint-Romain-de-Colbosc.
- 7e circonscription : Le Havre-I, Le Havre-II, Le Havre-V, Le Havre-VI, Le Havre-VII.
- 8e circonscription : Le Havre-IV, Le Havre-VIII, Le Havre-IX, Le Havre-X.
- 9e circonscription : Criquetot-l'Esneval, Fauville-en-Caux, Fécamp, Goderville, Montivilliers, Valmont.
- 10e circonscription : Bacqueville-en-Caux, Cany-Barville, Clères, Doudeville, Fontaine-le-Dun, Ourville-en-Caux, Saint-Valery-en-Caux, Tôtes, Yerville, Yvetot.
- 11e circonscription : Dieppe-Est, Dieppe-Ouest, Envermeu, Eu, Offranville.
- 12e circonscription : Argueil, Aumale, Bellencombre, Blangy-sur-Bresle, Buchy, Forges-les-Eaux, Gournay-en-Bray,Londinières, Longueville-sur-Scie, Neufchâtel-en-Bray, Saint-Saëns.

### Composition des circonscriptions depuis 2012
| Les circonscriptions de la Seine-Maritime depuis 2012 |
| ----------------------------------------------------- |

| 1 2 3 4 5 6 7 8 9 10 |

Depuis le nouveau découpage électoral, le département comprend dix circonscriptions regroupant les cantons suivants :
- 1re circonscription : Mont-Saint-Aignan, Rouen-I, Rouen-II, Rouen-III, Rouen-IV, Rouen-V, Rouen-VII.
- 2e circonscription : Argueil, Bois-Guillaume-Bihorel, Boos, Buchy, Darnétal, Gournay-en-Bray.
- 3e circonscription : Le Petit-Quevilly, Rouen-VI, Saint-Étienne-du-Rouvray, Sotteville-lès-Rouen-Est, Sotteville-lès-Rouen-Ouest.
- 4e circonscription : Caudebec-lès-Elbeuf, Elbeuf, Grand-Couronne, Le Grand-Quevilly, Maromme.
- 5e circonscription : Caudebec-en-Caux, Duclair, Lillebonne, Notre-Dame-de-Bondeville, Pavilly.
- 6e circonscription : Aumale, Blangy-sur-Bresle, Dieppe-Est, Dieppe-Ouest, Forges-les-Eaux, Envermeu, Eu, Londinières, Neufchâtel-en-Bray, Offranville.
- 7e circonscription : Le Havre-I, Le Havre-V, Le Havre-VI, Le Havre-VII, Montivilliers.
- 8e circonscription : Gonfreville-l'Orcher, Le Havre-II, Le Havre-III, Le Havre-IV, Le Havre-VIII, Le-Havre-IX.
- 9e circonscription : Bolbec, Criquetot-l'Esneval, Fauville-en-Caux, Fécamp, Goderville, Saint-Romain-de-Colbosc, Valmont.
- 10e circonscription : Bacqueville-en-Caux, Bellencombre, Cany-Barville, Clères, Doudeville, Fontaine-le-Dun, Longueville-sur-Scie, Ourville-en-Caux, Saint-Saëns, Saint-Valery-en-Caux, Tôtes, Yerville, Yvetot.

À la suite du redécoupage des cantons de 2014, les circonscriptions législatives ne sont plus composées de cantons entiers mais continuent à être définies selon les limites cantonales en vigueur en 2010. Les circonscriptions sont ainsi composées des cantons actuels suivants :
- 1re circonscription : cantons de Mont-Saint-Aignan, Rouen-1 (sauf quartier de Saint-Clément) Rouen-2 et Rouen-3 (sauf quartiers de l'ïle Lacroix, Grammont et Saint-Sever)

- 2e circonscription : cantons de Darnétal, Gournay-en-Bray (31 communes) et Le Mesnil-Esnard (37 communes), communes d'Anceaumeville, Bihorel, Bois-Guillaume et Isneauville
- 3e circonscription : cantons du Petit-Quevilly, Rouen-1 (quartier de Saint-Clément),  Rouen-3 (quartiers de l'ïle Lacroix, Grammont et Saint-Sever),  Saint-Étienne-du-Rouvray et Sotteville-lès-Rouen

- 4e circonscription : cantons de Canteleu, Caudebec-lès-Elbeuf, Elbeuf et du Grand-Quevilly

- 5e circonscription : cantons de Barentin, Bolbec (6 communes), Notre-Dame-de-Bondeville (sauf commune d'Eslettes) et Port-Jérôme-sur-Seine (sauf communes de Bolleville, Lintot et Trouville), communes de Beautot, Butot, Gueutteville et Saint-Ouen-du-Breuil
- 6e circonscription : cantons de Dieppe-1, Dieppe-2, Eu, Gournay-en-Bray (36 communes) et Neufchâtel-en-Bray (39 communes), commune du Bourg-Dun
- 7e circonscription : cantons du Havre-1 (sauf quartier Mare-Rouge et partie des Acacias), Le Havre-3 (quartiers Massillon, Saint-Léon et Sainte-Marie), Le Havre-4 (quartier Sainte-Cécile et partie des Acacias), Le Havre-5 (quartiers Les Gobelins et Tourneville), Le Havre-6 (commune de Sainte-Adresse et quartiers Perrey, Saint-François, Saint-Vincent et Sanvic) et Octeville-sur-Mer (10 communes), commune de Montivilliers
- 8e circonscription : cantons du Havre-1 (quartier Mare-Rouge), Le Havre-2 (sauf commune de Montivilliers),  Le Havre-3 (partie du Havre sauf quartiers Massillon, Saint-Léon et Sainte-Marie), Le Havre-4 (sauf quartier Sainte-Cécile et partie des Acacias), Le Havre-5 (sauf quartiers Les Gobelins et Tourneville) et Le Havre-6 (quartiers Notre-Dame, La Plage et Saint-Roch)
- 9e circonscription : cantons de Bolbec (14 communes), Fécamp, Octeville-sur-Mer (21 communes),  Saint-Romain-de-Colbosc et Saint-Valéry-en-Caux (12 communes), communes de Bolleville, Hautot-le-Vatois, Lintot, Rogerville et Trouville
- 10e circonscription : cantons de Bois-Guillaume (sauf communes d'Anceaumeville, Bihorel, Bois-Guillaume et Isneauville), Luneray (sauf communes de Beautot, Gueutteville et Saint-Ouen-du-Breuil), Le Mesnil-Esnard (5 communes), Neufchâtel-en-Bray (29 communes), Saint-Valery-en-Caux (58 communes) et Yvetot, commune d'Eslettes